# Général Zod
Le Général Zod est un personnage de fiction de comics appartenant à l'univers DC. Il s'agit d'un ennemi de Superman. Créé par Robert Bernstein et George Papp, il est apparu dans Adventure Comics #283 en avril 1961.
Zod est un kryptonien qui fut condamné à l'emprisonnement dans la Zone Fantôme pour s'être insurgé contre les autorités. Il est libéré et vient sur Terre pour la conquérir mais est arrêté par Superman. Étant kryptonien, Zod possède les mêmes pouvoirs que Superman, et constitue donc l'un de ses plus dangereux adversaires.

## Biographie du personnage
Dans l'arc For Tomorrow (Superman #204-#215) écrit par Brian Azzarello et dessiné par Jim Lee, Superman doit faire face à la quatrième version du personnage depuis Crisis on Infinite Earths, un criminel de Krypton exilé par Jor-El dans la Zone Fantôme.

### Biographie alternative
Dans le film d'animation La Ligue des justiciers : Dieux et Monstres, Zod cause la destruction de Krypton mais avant de mourir dans l'explosion de la planète, il implante son code génétique dans le vaisseau que Jor-El et Lara ont construit pour envoyer leur fils sur Terre. Ainsi, c'est le fils de Zod qui est créé et qui atterrit au Mexique, recueilli par Manuel et Rosa Guerra, qui élèvent le garçon et le nomment Hernan Guerra.

## Pouvoirs et capacité
Zod est un kryptonien, et lorsqu'il est exposé aux rayons d'un soleil jaune il acquiert divers pouvoirs surhumains.
- Zod possède une force surhumaine, équivalente à celle de Superman.
- Une vision à rayon x, qui lui permet de voir à travers tout et n'importe quoi, à l’exception du plomb, qui bloque les radiations de la vision.
- Une ouïe lui permettant d'entendre n'importe quelle conversation sur la planète ou dans la galaxie.
- Une endurance surhumaine, il peut combattre durant des heures et des heures sans se fatiguer.
- Il est quasi invulnérable, il peut résister à des impacts de balles, des missiles anti-char ou même sans aucun doutes à des explosions nucléaires.
- Il peut voler à une vitesse phénoménale, ou même faire des bonds d'une importante hauteur, à peu près 200 mètres.
- Une vision thermique, lui permettant de traverser n'importe quelle matière.
- Les rayons du soleil jaune le rendent immortel.

## Points faibles
Comme tous les kryptoniens, Zod a plusieurs points faibles :
- Zod craint la kryptonite verte : elle neutralise ses pouvoirs, et une trop forte dose de kryptonite verte peut le tuer.
- Comme Superman, Zod est vulnérable à la magie.
- Lorsque Zod se trouve exposé aux radiations d'un soleil rouge, il perd ses pouvoirs et devient aussi faible qu'un humain normal, il devient de ce fait facile à vaincre.
- Si le soleil jaune dont il tire sa force est en éruption, ses pouvoirs deviennent comme ceux de Superman ou un autre kryptonien : incontrôlables.
- Comme Superman, le jour de son anniversaire kryptonien est la cause sur Zod de dépression et de perte de contrôle de ses pouvoirs.
- Des êtres qui proviennent de Krypton peuvent le blesser, comme Superman. D'ailleurs, Superman est l'un des seuls êtres à avoir blessé Zod dans un combat au corps à corps.

## Apparitions dans d'autres médias

### Cinéma
Le Général Zod a été incarné par :
- Terence Stamp dans les films Superman et Superman 2, où est emprisonné dans la Zone Fantôme avec ses sbires Ursa et Nön ; avant d'être accidentellement libéré par Superman. Il décide alors d'aller conquérir la Terre qu'il appelle la « planète Houston ».
- Michael Shannon dans le film Man of Steel de Zack Snyder, où, après avoir assassiné un très haut dignitaire de Krypton et Jor-El lors de leur rébellion, lui et ses officiers sont plongés en stase à bord d'un vaisseau spatial et emprisonnés dans la Zone Fantôme. Mais l'explosion de Krypton les sort de stase et ils parviennent à bricoler une hyperpropulsion. Ils partent alors reconnaître d'anciennes bases spatiales et récupèrent entre autres une hypermachine de terraformation. 33 ans après l'explosion de Krypton, Superman les conduit involontairement jusqu'à la Terre, qu'ils décident de terraformer en Krypton avant d'être arrêtés par Superman. Voyant son plan en échec, Zod engage un ultime affrontement et force Superman à l'exécuter et meurt. Son cadavre est récupéré par la LexCorp dans Batman v Superman : L'Aube de la justice (2016) et est utilisé dans la création de Doomsday. Il réapparait dans The Flash (2023).

### Animations
- Superman (1988)
- Super Friends (1980)
- La Légende des super-héros (2006)
- Looney Tunes Show (2011) (épisode "SuperRabbit")
- Justice League Action (2016)
- DC Super Hero Girls (2019)
- La Ligue des justiciers : Nouvelle Génération (2022)

### Jeux vidéo
- DC Universe Online
- Injustice : Les Dieux sont parmi nous (contenu supplémentaire)
- Lego Batman 2 : DC Super Heroes (en tant que personnage jouable)
- Lego Dimensions (en tant que boss)

### Séries
- Le personnage est rebaptisé Lord Nor dans la série télévisée Loïs et Clark, et interprété par Simon Templeman.
- Zod est interprété par Callum Blue dans la série télévisée Smallville.
- Il apparaît brièvement dans la saison 2 de Supergirl joué par Mark Gibbon (en).
- Le personnage apparaît dans la série Krypton, interprété par Colin Salmon. On apprend son identité à l'épisode 6 de la saison 1.